# Världsmästerskapen i starbåt
Världsmästerskapen i starbåt har arrangerats varje år sedan 1923, med undantag för 1968, då de ställdes in på grund av de olympiska sommarspelen. Tävlingarna anordnades även under andra världskriget, då många andra internationella sportevenemang ställdes in. Detta då alla tävlingar under dessa år anordnades i Amerika, som drabbades lindrigare av kriget än Europa.
Den mest framgångsrika nationen i världsmästerskapen i starbåt är USA. På senare år har Brasilien, Storbritannien och Tyskland med flera länder haft framgångar.

## Lista över världsmästerskap i starbåt
| Världsmästerskap               | Guld                                                 | Silver                                               | Brons                                                |
| ------------------------------ | ---------------------------------------------------- | ---------------------------------------------------- | ---------------------------------------------------- |
| Western Long Island Sound 1923 | Taurus William Inslee Robert Nelson                  | Astray H. Wylie E. Ratsey                            | Doris R. Walton L. Carey                             |
| Western Long Island Sound 1924 | Little Bear Jack Robinson Arthur Knapp Jr            | Rhody Ben Comstock William Gidley                    | California B. Weston R. Schauer                      |
| Western Long Island Sound 1925 | Ace Adrian Iselin Ed Willis                          | Auriga G.K.C. Phillips C.G. Davis                    | Movie Star II B. Rey Schauer Ed. Gillett             |
| Western Long Island Sound 1926 | Rhody Ben Comstock William Gidley                    | Ardora D. Starring F. Bedford                        | Dona bertha H. Fisher H. Denhie                      |
| Narragansett Bay 1927          | Tempe III Walt Hubbard Jr Richard Edwards            | Coleen F. Bedford B. Cunningham                      | Mackerel H. Smith W. Henderson                       |
| Newport Harbor 1928            | Sparkler II Prentice Edrington Gilbert Gray          | Okla Joseph Watkins Arthur Knapp Jr                  | Windward J. Jessop J. Sykes                          |
| New Orleans 1929               | Eel Graham Johnson Lawdens Johnson                   | Sparkler II Gilbert Gray Prentice Edrington          | Joseph Watkins William McHugh                        |
| Chesapeake Bay 1930            | Peggy Wee Arthur Knapp Jr Newell Weed                | Tempe IV W. Hubbard T. Dittmar                       | Okla II Joseph Watkins William McHugh                |
| Western Long Island Sound 1931 | Coleen William McHugh Joseph Watkins                 | C. Ratsey S. Elsbree                                 | Zoa Edward Fink A. McCrate                           |
| Central Long Island Sound 1932 | Mist Edward Fink Edwin Thorne                        | Wings C. Pflug J. Pflug                              | Laura G R. Brasiliendley P. SinTyskland              |
| Long Beach Harbour 1933        | Three Star Glen Waterhouse Woodbridge Metcalf        | Mist Edwin Thorne L. Thorne                          | Chip H. Dowsett Jr H. White                          |
| San Francisco 1934             | By-C Hook Beardslee Myron Lehmann                    | Andiamo III J. Arms J. Abberley                      | Ace Adrian Iselin W. White                           |
| Newport Harbour 1935           | By-C Hook Beardslee Myron Lehmann                    | Ace Adrian Iselin Ed Willis                          | Three Star Glen Waterhouse Woodbridge Metcalf        |
| Lake Ontario 1936              | Ace Adrian Iselin Garrett Horder                     | By-C Hook Beardslee Myron Lehmann                    | Chuckle II H. Halsted W. Halsey                      |
| Western Long Island Sound 1937 | Lecky Milton Wegeforth G.K.C. Phillips               | Pimm Walther von Hütschler Joachim Weise             | Chuckle II H. Halsted W. Halsey                      |
| San Diego 1938                 | Pimm Walther von Hütschler Joachim Weise             | Gale Harry Nye L. Lehmann                            | Mercury J. McAleese F. Graham                        |
| Kiel 1939                      | Pimm Walther von Hütschler Edgar Beyn                | Polenluce Agostino Straulino Nicolo Rode             | Maggel P. Hanson C. Blankenburg                      |
| San Diego 1940                 | Rambunctious James Cowie Gordon Cowie                | Jade Robert White R. Holcomb                         | Twin Star Lockwood Pirie R. Miller                   |
| Los Angeles 1941               | Wench George Fleitz William Severence                | Gale Harry Nye J. Michael                            | Scout III Myron Lehmann P. McKibben                  |
| Lake Michigan 1942             | USA Harry Nye Jr Stanley Fahlström                   | USA S. Potter B. Douglass                            | USA T. Scripps M. Watson                             |
| Great South Bay 1943           | USA Arthur Deacon Perry Roehm                        | USA W. Picken Jr J. Forrington                       | Kuba Carlos de Cardenas G. Carricaburu               |
| Lake Michigan 1944             | USA Tysklandald Driscoll Malin Burnham               | USA Robert Lippincott E. Shivelhood                  | USA H. Williams A. Nye                               |
| Central Long Island Sound 1945 | USA Malin Burnham Lowell North                       | USA J. Cowie Walter Krug                             | USA E. W. Etchells Mary Etchelles                    |
| Havanna 1946                   | Wench II George Fleitz Walter Krug                   | Pagan Robert White G. Holcombe                       | Gem II Durward Knowles Robert Levin                  |
| Los Angeles 1947               | Gem II Durward Knowles Robert Levin                  | Hilarius Hilary Smart Stan Ogilvy                    | Glider Richard Stearns R. Rodgers                    |
| Cascais 1948                   | Twin Star Lockwood Pirie Harry RuTysklandoni         | Polenluce Agostino Straulino Nicolo Rode             | Hilarius Hilary Smart Paul Smart                     |
| Chicago 1949                   | Gale Harry Nye Jr Stanley Fahlstrom                  | Blue Star II Robert Lippincott Robert Levin          | Flame Stan Ogilvy Owen Torrey                        |
| Chicago 1950                   | Sea Robin Robert Lippincott Robert Levin             | Twin Star Lockwood Pirie C. Tuttle                   | Shillalah E. W. Etchells Mary Etchelles              |
| Gibson Island 1951             | Shillalah E. W. Etchells Mary Etchelles              | Magic Richard Stearns R. Rodgers                     | Flame Stan Ogilvy W Stueck                           |
| Cascais 1952                   | Merope Agostino Straulino Nicolo Rode                | Flower Robert Lippincott D. Hubers                   | Faneca Duarte Bello Fernando Bello                   |
| Neapel 1953                    | Merope II Agostino Straulino Nicolo Rode             | Faneca Duarte Bello J. Tito                          | Asterope T. Nordio C. Gueullette                     |
| Cascais 1954                   | Kurush V Carlos de Cardenas Carlos de Cardenas Jr    | Gem II Durward Knowles Sloan Farrington              | Merope II Agostino Straulino Nicolo Rode             |
| Havanna 1955                   | Kurush V Carlos de Cardenas Carlos de Cardenas Jr    | Kurush IV Jorge de Cardenas A. Garcia Tunon          | Vengeance William GentzlinTyskland Clair L. Farrand  |
| Neapel 1956                    | Merope II Agostino Straulino Nicolo Rode             | North Star III Lowell North James B. Hill            | Kurush IV Alvaro de Cardenas Jorge de Cardenas       |
| Havanna 1957                   | North Star III Lowell North James B. Hill            | Kanadadide Albert Debarge Paul bert Elvstrøm         | Star of the Sea Joseph Duplin Peter Wilhauser        |
| San Diego 1958                 | Nhycusa William P. Ficker Mark Yorston               | Perseverance Chick Rollins William Pickford          | Dingo Ding Schoonmaker Malin Burnham                 |
| Newport Harbour 1959           | North Star III Lowell North Mort Carlile             | Turmoil Gary Comer Bill Hackel                       | Nhycusa William P. Ficker Tom Skahill                |
| Rio de Janeiro 1960            | North Star III Lowell North Tom Skahill              | Deacon Donald K. Edler Kent Edler                    | Fierce Robert Lippincott Frankrikenk Hogg            |
| San Diego Bay 1961             | Frolic Bill Buchan Jr Douglas Knight                 | Tranquil John Bennett John McKeague                  | North Star IV Lowell North Tom Skahill               |
| Cascais 1962                   | Glider Richard Stearns Lynn Williams                 | Faneca Duarte Bello Fernando Bello                   | Shanty E. W. Etchells R. M. Allan III                |
| Chicago 1963                   | Star of the Sea Joseph Duplin Francis Dolan          | North Star Lowell North Tom Skahill                  | Wayward Wind Blair Fletcher Asa L. Colson            |
| Boston Harbour 1964            | Big Daddy Donald K. Edler Kent Edler                 | Star of the Sea Joseph Duplin Francis Dolan          | Chatterbox Malin Burnham Charles Lewsadder           |
| Newport Harbour 1965           | Mache Donald Bever Charles Lewsadder                 | Chatterbox Malin Burnham James Reynolds              | Frolic Bill Buchan Jr Douglas Knight                 |
| Kiel 1966                      | SKanadadale Paul bert Elvstrøm John Albrechtsson     | North Star Lowell North Peter Barrett                | Glider Richard Stearns Lynn Williams                 |
| Köpenhamn 1967                 | SKanadadale Paul bert Elvstrøm Paul Mik-Meyer        | North Star Lowell North Peter Barrett                | Swingin' Star Donald Trask William Kreysler          |
| 1968                           | Inställda på grund av de olympiska sommarspelen 1968 | Inställda på grund av de olympiska sommarspelen 1968 | Inställda på grund av de olympiska sommarspelen 1968 |
| San Diego 1969                 | Humbug VII Pelle Pettersson Ulf Schröder             | Good Grief! Tom Blackaller Gary Mull                 | North Star Lowell North Peter Barrett                |
| Marstrand 1970                 | Frolic Bill Buchan Jr Carl F. Sutter                 | Dingo Ding Schoonmaker Arne Akerson                  | Blott X Stig Wennerström Sture Christiansen          |
| Puget Sound 1971               | Menace Dennis Conner James Reynolds                  | Something Else Lowell North Peter Barrett            | Contact John Albrechtson Göran Tell                  |
| Caracas 1972                   | Sunny Willi Kuhweide Karsten Meyer                   | Buho Blanco Joerg Bruder Claudio Biekarch            | Dingo Ding Schoonmaker Thomas Dudinsky               |
| San Diego 1973                 | North Star Lowell North Peter Barrett                | Frolic Bill Buchan Jr Craig Thomas                   | Streaker Tom Blackaller Ron Anderson                 |
| Laredo 1974                    | Swift Tom Blackaller Ron Anderson                    | Humbug XVIII Pelle Pettersson Ingvar Hansson         | Gem Durward Knowles Gerald Ford                      |
| Lake Michigan 1975             | Dingo Ding Schoonmaker Jerry Ford                    | Impossible Tom Blackaller Ron Anderson               | Virgo III Peter Wright Bill Wright                   |
| Nassau 1976                    | Mustard Seed James Allsopp Michael Guhin             | Frolic Bill Buchan Jr Earl Lasher                    | Suzanne Barton Beek William Munster                  |
| Kiel 1977                      | USA Dennis Conner Ron Anderson                       | Sverige Sune Carlsson Leif Carlsson                  | Västtyskland Uwe von Below Franz Wehofsich           |
| San Francisco1978              | USA Buddy Melges Andreas Josenhans                   | USA Dennis Conner Ron Anderson                       | USA Tom Blackaller Ed Bennett                        |
| Marstrand 1979                 | USA Buddy Melges Andreas Josenhans                   | USA Bill Buchan Jr Douglas Knight                    | USA Peter Wright Todd Cozzens                        |
| Rio de Janerio 1980            | Chewbacca Tom Blackaller David Shaw                  | Riky Albino Fravezzi Oscar Dalvit                    | Giorgio Gorla Alfio Peraboni                         |
| Marblehead 1981                | Västtyskland Alexander Hagen Vincent Hoesch          | USA Peter Wright Todd Cozzens                        | USA Bill Buchan Jr Ron Anderson                      |
| 1982 Medemblik                 | Spanien Antonio Gorostegui Jose Luis Doreste         | Västtyskland Alexander Hagen Vincent Hoesch          | USA Bill Buchan Jr Steve Erickson                    |
| Marina del Rey 1983            | Spanien Antonio Gorostegui Jose Luis Doreste         | Västtyskland Joachim Griese Michael Marcour          | USA Bill Buchan Jr Carl Buchan                       |
| Vilamoura 1984                 | Findus Giorgio Gorla Alfio Peraboni                  | USA Andrew Menkart James Kavle                       | USA Paul Cayard Ken Keefe                            |
| Nassau 1985                    | USA Bill Buchan Jr Steve Erickson                    | Nederländerna Stevan Bakker Ko van Danmark berg      | USA Paul Cayard Ken Keefe                            |
| Isle of Capri 1986             | USA Vince Brun Hugo Schreiner                        | Italien Giuseppe Milone Roberto Mottola              | USA Ed Adams Tom Olsen                               |
| Chicago 1987                   | USA Ed Adams Tom Olsen                               | Västtyskland Alexander Hagen Fritz Girr              | USA Paul Cayard Steve Erickson                       |
| Buenos Aires 1988              | USA Paul Cayard Steve Erickson                       | USA Mark Reynolds Hal Haenel                         | USA Ed Adams Tom Olsen                               |
| Porto Cervo 1989               | Era Ora Alan Adler Nelson Falceo                     | Västtyskland Werner Fritz Ulrich Seebeger            | C-Ya Ross MacDonald Bruce MacDonald                  |
| Cleveland 1990                 | Brasilien Torben Grael Marcelo Ferreira              | Danmark Benny Andersen Mogens Just                   | Sverige Mats Johansson Stefan Hemlin                 |
| Kanadanes 1991                 | Italien Roberto Benamati Mario Salani                | Brasilien Torben Grael Marcelo Ferreira              | USA Mark Reynolds Hal Haenel                         |
| San Francisco 1992             | USA Carl Buchan Hugo Schreiner                       | USA Joe Londrigan Phil Trinter                       | USA Paul Cayard Steve Erickson                       |
| Kiel 1993                      | USA Joe Londrigan Phil Trinter                       | Sverige Hans Wallén Bobby Lohse                      | Tyskland Alexander Hagen Kai Falkenthal              |
| San Diego 1994                 | Kanada Ross MacDonald Eric Jespersen                 | Brasilien Alan Adler Rodrigo Meirelles               | Brasilien Torben Grael Marcelo Ferreira              |
| Laredo 1995                    | USA Mark Reynolds Hal Haenel                         | Brasilien Torben Grael Marcelo Ferreira              | Danmark Chris Rasmusten Kasper Harsberg              |
| Rio de Janerio 1996            | Italien Enrico Chieffi Roberto Sinibaldi             | USA Mark Reynolds Hal Haenel                         | Brasilien Torben Grael Marcelo Ferreira              |
| Marblehead 1997                | Tyskland Alexander Hagen Marcelo Ferreira            | USA Mark Reynolds Magnus Liljedahl                   | Bermuda Peter Bromby Michael Marcel                  |
| Portoroz 1998                  | Australien Colin Beashel David Giles                 | Brasilien Torben Grael Marcelo Ferreira              | Tyskland Alexander Hagen Thorsten Helmert            |
| Punta Ala 1999                 | USA Eric Doyle Tom Olsen                             | Kanada Ross MacDonald Kai Bjorn                      | USA Mark Reynolds Magnus Liljedahl                   |
| AnnaPolenis 2000               | USA Mark Reynolds Magnus Liljedahl                   | Kanada Ross MacDonald Kai Bjorn                      | Irland Mark Mansfield David O'Brien                  |
| Medemblik 2001                 | Sverige Fredrik Lööf Christian Finnsgård             | Storbritannien Gavin Brasiliendy George Iverson      | USA Vincent Brun Mike Dorgan                         |
| Marina del Rey 2002            | Storbritannien Iain Percy Steve Mitchell             | Brasilien Torben Grael Marcelo Ferreira              | Frankrike Xavier Rohart Yannick Adde                 |
| Cadiz 2003                     | Frankrike Xavier Rohart Pascal Rambeau               | Sverige Fredrik Lööf Anders Ekström                  | Storbritannien Iain Percy Steve Mitchell             |
| Gaeta 2004                     | Sverige Fredrik Lööf Anders Ekström                  | Schweiz Flavio Marazzi Enrico De Maria               | Storbritannien Iain Percy Steve Mitchell             |
| Buenos Aires 2005              | Frankrike Xavier Rohart Pascal Rambeau               | Brasilien Torben Grael Marcelo Ferreira              | Storbritannien Iain Percy Steve Mitchell             |
| San Francisco 2006             | Nya Zeeland Hamish Pepper Carl Williams              | Brasilien Robert Scheidt Bruno Prada                 | Frankrike Xavier Rohart Pascal Rambeau               |
| Cascais 2007                   | Brasilien Robert Scheidt Bruno Prada                 | Frankrike Xavier Rohart Pascal Rambeau               | Storbritannien Iain Percy Andrew Simpson             |
| Miami 2008                     | Polen Mateusz Kusznierewicz Dominik Zycki            | Italien Diego Negri Luigi Viale                      | Brasilien Robert Scheidt Bruno Prada                 |
| Varberg 2009                   | USA George Szabo Rick Peters                         | Nya Zeeland Hamish Pepper Craig Monk                 | Brasilien Lars Schmidt Grael Ronald Seifert          |